# Angelo da Furci
Angelo da Furci (Furci, 1246 – Napoli, 6 febbraio 1327) è stato un sacerdote italiano, frate dell'ordine degli eremitani di Sant'Agostino; il titolo di beato gli è stato confermato da papa Leone XIII nel 1888.

## Biografia
Le notizie sulla sua vita derivano quasi esclusivamente da testi tradizionali ricchi di topos agiografici: sarebbe nato a Furci da genitori (Adalipto e Albizia) devoti e agiati che lo avrebbero generato dopo molti anni dal loro matrimonio dopo un pellegrinaggio al santuario del Gargano per intercessione dell'arcangelo Michele, in onore di cui ricevette al battesimo il nome di Angelo, che mantenne anche dopo l'ingresso in religione.
Ricevette la prima educazione dai genitori e fu poi affidato a uno zio materno, abate del monastero benedettino di Cornacchiano. Dopo la morte dello zio tornò in famiglia e, deceduto anche il padre, nel 1266 abbracciò la vita religiosa tra gli eremitani di Sant'Agostino del convento di Vasto.

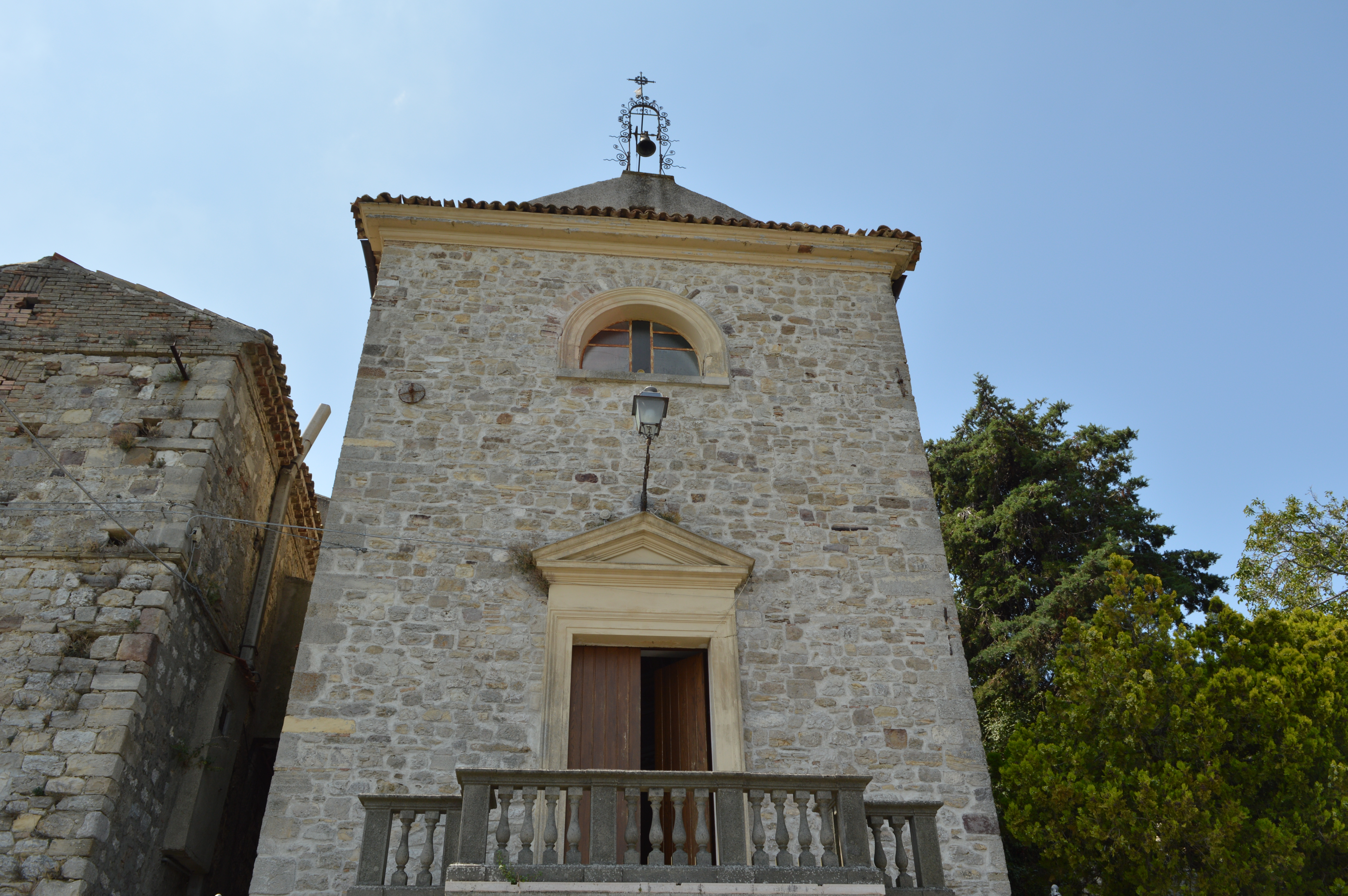
Casa natale a Furci

Fu ordinato prete e inviato a completare la sua formazione ecclesiastica presso l'università di Parigi, dove soggiornò cinque anni. Rientrato in patria, fu lettore di teologia in varie case del suo ordine e fu infine destinato allo studio agostiniano di Napoli.
Gli sono attribuiti alcuni lavori perduti: un commento al Vangelo secondo Matteo e una raccolta di sermoni.
Eletto priore provinciale di Napoli nel 1287, avrebbe rifiutato l'elezione a vescovo di Acerra e Melfi.
Morì nel convento napoletano di Sant'Agostino alla Zecca.

## Il culto
Fu sepolto presso l'altare del Presepio della chiesa conventuale di Sant'Agostino alla Zecca. Fu aggregato tra i santi compatroni di Napoli e in suo onore si tenevano festeggiamenti il 6 febbraio e il 13 settembre.

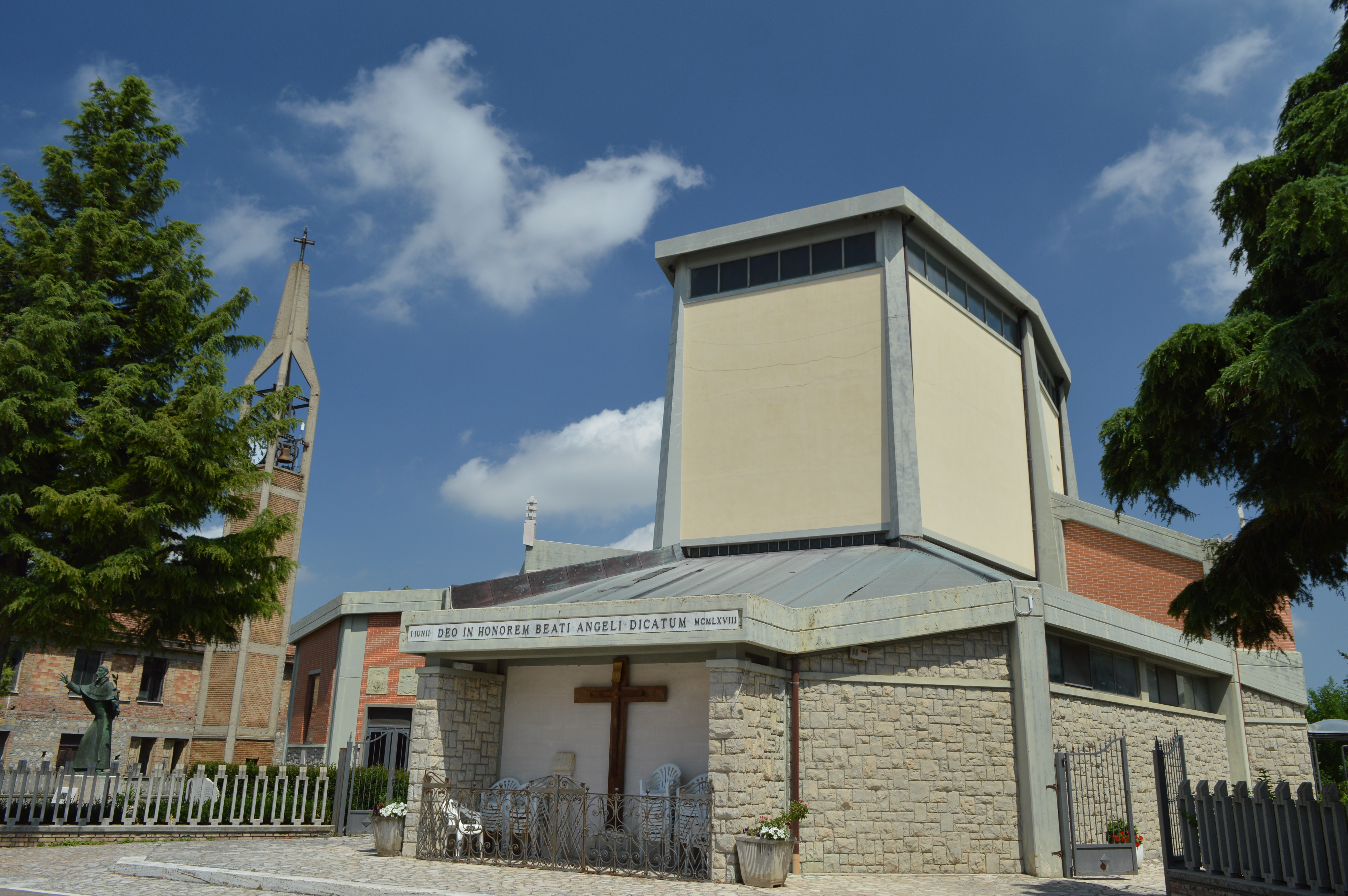
Il santuario del Beato Angelo a Furci

Nell'agosto 1808 il suo corpo fu traslato a Furci e collocato inizialmente presso la chiesa parrocchiale di San Sabino e, nel 1990, nel nuovo santuario a lui dedicato.
Papa Leone XIII, con decreto del 20 dicembre 1888, ne confermò il culto ab immemorabili con il titolo di beato.
Il 22 marzo 1922 ne fu riassunta la causa in vista della canonizzazione.
Il suo elogio si legge nel martirologio romano al 6 febbraio.